# جرايسي كارفاليو
جرايسي كارفاليو (بالبرتغالية: Gracie Carvalho‏) (مواليد 23 يوليو 1990 في ساو باولو) عارضة أزياء برازيلية.

## مسيرتها المهنية
بدأت غرايسي كارفالو مسيرتها في عرض الأزياء عام 2007 في ساو باولو، عندما كانت تبلغ من العمر 18 عامًا، بعد أن شاركت في مسابقة محلية. أول ظهور لها في أسبوع الموضة كان في عام 2008، وكانت الأكثر طلبًا خلال أسبوع الموضة في ريو دي جانيرو في يونيو، حيث شاركت في 35 عرضًا من أصل 39. بعد هذا النجاح الكبير، بالإضافة إلى ظهورها على غلاف مجلة "لوفيسيل" وظهورها في مجلات مرموقة مثل "فوغ" و"إيل"، وقعت عقدًا مع وكالة مارلين. ومن ثم، عرضت الأزياء لعدد من المصممين البارزين مثل بربري، كارل لاغرفيلد، رالف لورن، فيرا وانغ، وفيفيان ويستوود.
في موسم خريف 2009، شاركت غرايسي لأول مرة في أسابيع الموضة في نيويورك وباريس، حيث عرضت لأسماء شهيرة مثل كارولينا هيريرا، ماكس أزاريا، جيامباتيستا فالي، وستيلا مكارتني، وكانت العارضة الوحيدة من ذوي البشرة الملونة التي قدمت عروضًا لماركة ميو ميو. كما كانت وجهًا دعائيًا لعلامة "دي كي إن واي" في 2009 و2010، ولعلامة "تومي هيلفيغر" في 2010.
تشتهر غرايسي بعملها كعارضة ملابس داخلية وملابس سباحة، وقد ظهرت في حملات إعلانات لعلامات مثل "إتش أند أم"، "نيكست"، و"كالزيدونيا [الإنجليزية]". كما شاركت في عرض فيكتوريا سيكريت للأزياء في عامي 2010 و2015. وكانت أيضًا جزءًا من تقويم بيريللي لعام 2010.
تتمتع غرايسي بمهارات في موياي تاي وجيو-جيتسو، مما جعلها تصبح وجهًا دعائيًا لعلامة "بيست موديل" الرياضية التابعة لشاوني لينش في عام 2017.

## روابط خارجية
- جرايسي كارفاليو على موقع IMDb (الإنجليزية)
- جرايسي كارفاليو على موقع كينوبويسك (الروسية)
- جرايسي كارفاليو على موقع دليل عارضات الأزياء (الإنجليزية)